# Stazione di Licola
Stazione di Licola vasútállomás Olaszországban, Pozzuoli településen.

## Vasútvonalak
Az állomást az alábbi vasútvonalak érintik:
- Circumflegrea-vasútvonal

## Kapcsolódó állomások
A vasútállomáshoz az alábbi állomások vannak a legközelebb:
- Stazione di Marina di Licola
- Stazione di Grotta del Sole (Stazione di Montesanto (SEPSA), Circumflegrea-vasútvonal)